# 今天的戀愛
是2015年上映的一部韓國愛情喜劇電影，由《共犯》《我的愛在我身邊》導演朴珍杓執導，李昇基、文彩元主演，2015年1月14日在韓國上映。

## 劇情介紹
男主角姜俊秀（李昇基 飾）和女主角金賢雨（文彩元 飾）是一起長大的青梅竹馬。俊秀是一名小學老師。他自小對賢雨有好感，但被賢雨拒絕，之後的18年一直以男性朋友的身份照顧著賢雨，卻再也不敢表白。他也和別人談戀愛，但從未超過100天，總是對女友無條件付出，卻總是因為各種莫名的原因被甩掉。他完全不能理解女人的心思，被賢雨評價為無法令人心動的男人。賢雨是一名氣象主播。她聰明、活潑、美麗，在觀眾中具有極高的人氣。但這樣的賢雨卻陷入了與公司前輩（李瑞鎮 飾）的婚外戀不能自拔。她為他喝酒，為他哭泣。然後再打電話叫俊秀來訴說心痛的感覺。俊秀對這樣的情況開始越來越無法忍耐了。

## 演員

### 主要演員
- 李昇基 飾演 姜俊秀
- 文彩元 飾演 金賢雨（少年：洪和利）

### 其他演員
- 鄭俊英 飾演 廉孝奉／安德魯
- 高允 飾演 在中
- Lizzy 飾演 敏雅
- 柳和榮 飾演 熙珍
- 朴蒔恩 飾演 姜俊熙（姜俊秀的妹妹）
- 河慶民 飾演 韓誠求
- 朴恩智 飾演 車明善
- 李東鎮 飾演 電視台工作人員
- 朴智妍 飾演 氣象主播
- 朴熙健 飾演 俊熙童伴

### 友情出演
- 南能美 飾演 澡堂老奶奶
- 林河龍 飾演 校長
- 金甲洙 飾演 俊秀爸爸
- 李京進 飾演 俊秀媽媽
- 宋永彰 飾演 本部長
- 金富善 飾演 賢雨媽媽
- 朴鐘允 飾演 局長
- 金光奎 飾演 弘大 光頭男
- 洪錫天 飾演 MYTHAICHINA 老闆
- 金素妍 飾演 俊秀前女友之一
- 孫佳人 飾演 俊秀前女友之一
- 洪性炘 飾演 遊樂場男子
- 朴恩實 飾演 YTN氣象主播

### 特別出演
- 李瑞鎮 飾演 李東鎮

## 記事
本電影為李昇基與文彩元繼電視劇《燦爛的遺產》後再度合作的作品。

## 外部連結
- 今天的戀愛（页面存档备份，存于）KoBiz （英文）
- NAVER上《今天的戀愛》的資料
- Daum上《今天的戀愛》的資料

- 韩国电影数据库（KMDb）上《今天的戀愛》的資料
- 互联网电影数据库（IMDb）上《今天的戀愛》的资料（英文）